# Giardino Eram
Il giardino Eram è un giardino persiano situato a Shiraz, in Iran.
Detto in persiano باغ ارم, Bāgh Eram, ossia "giardino del paradiso", è un vasto giardino concepito durante il XX secolo che ospita al suo interno un palazzo, costruito nell'era Qajar da Mirza Ibrahim Khan. Il complesso fu utilizzato dall'élite feudale e dai capi della provincia di Fars, poi divenne di proprietà dei reali dell'Iran.
Il complesso passò sotto la protezione dell'università di Shiraz durante il periodo di governo della Dinastia Pahlavi e fu utilizzato come scuola di Diritto, diretta da Arthur Pope e Richard Nelson Frye.
Ad oggi è di proprietà dell'università ed è aperto al pubblico come museo, protetto dall'Iranian Cultural Heritage Organization.
Oltre alla visita degli interni della casa Qavam è possibile visitare in piccolo museo con alcuni reperti.

## Galleria d'immagini

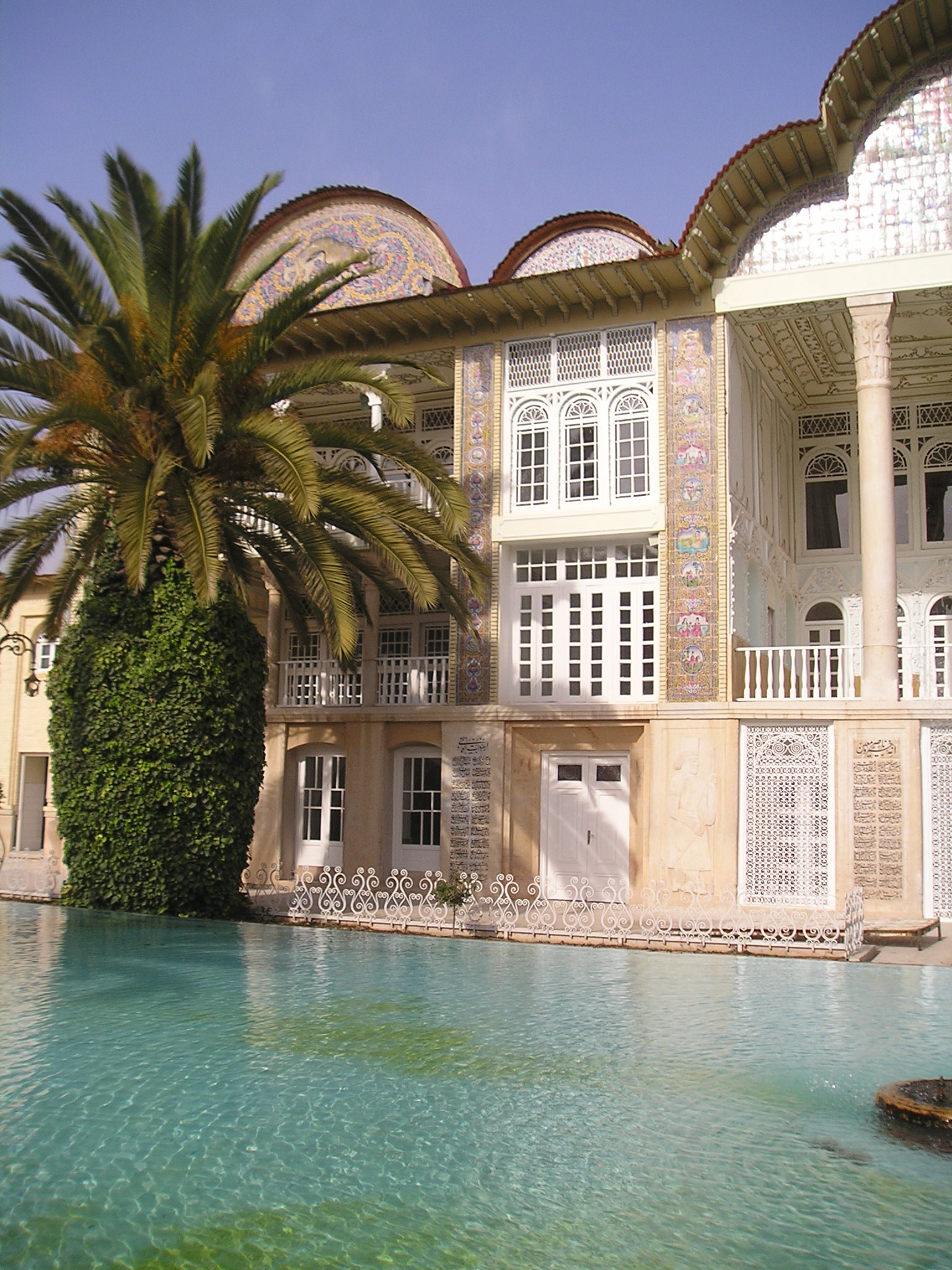
Il giardino Eram è un chiaro esempio di giardino persiano.
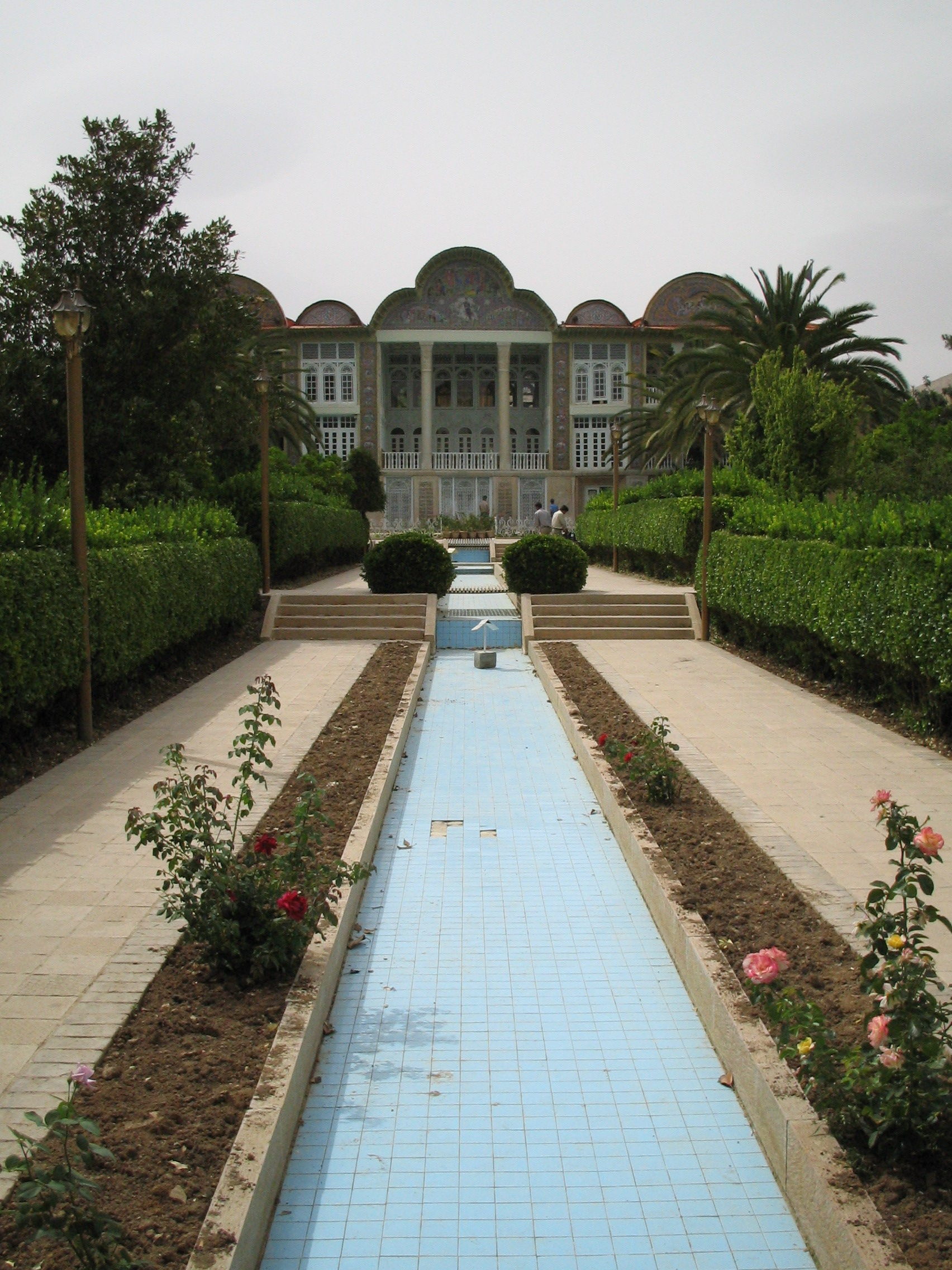
La facciata principale dell'edificio rappresenta le caratteristiche tipiche dell'architettura Qajari.
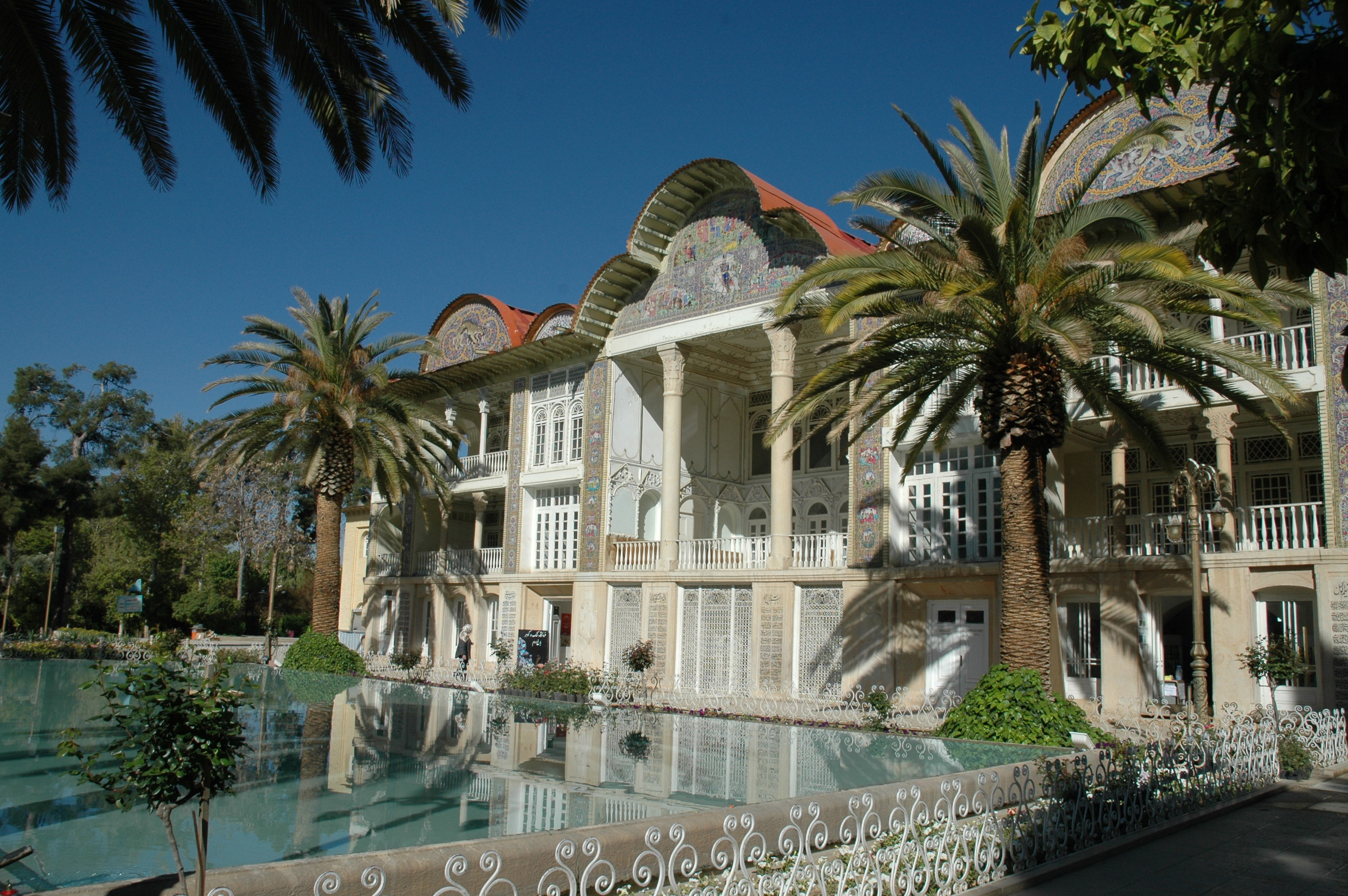
Giardini persiani Bāq e Eram, Shiraz
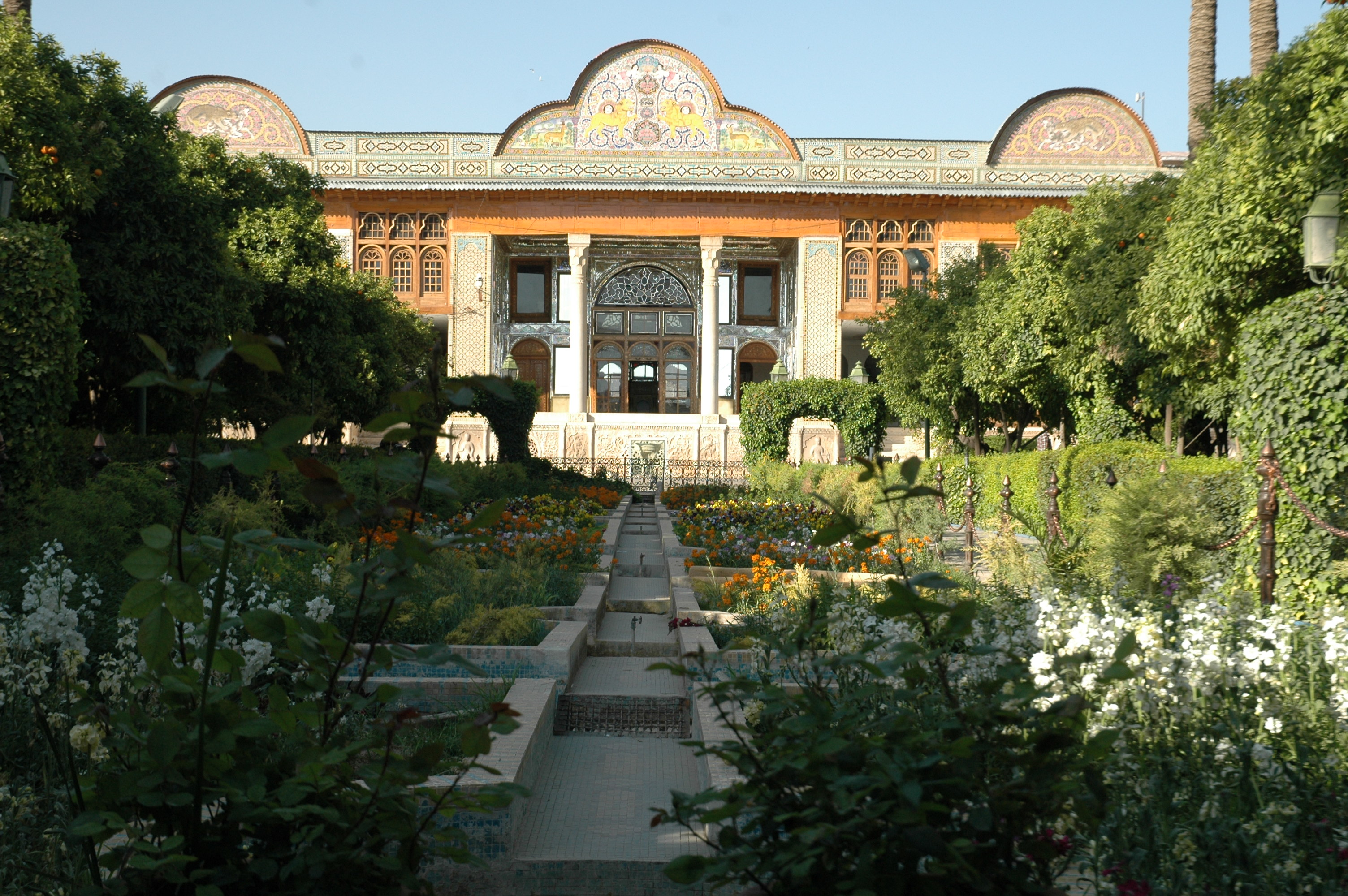
La Casa Qavam, all'interno dei giardini